# Sant Gervàs de Tremp
Sant Gervàs de Tremp és una església i santuari de Tremp (Pallars Jussà) protegida com a Bé Cultural d'Interès Local. Forma part de l'antic terme ribagorçà d'Espluga de Serra.

## Descripció
Edifici d'una sola nau, de petites dimensions, pintada de blanc. La façana principal té accés a través d'una porta d'arc de mig punt amb brancals de pedra, sobre de la qual s'identifica un òcul circular i una finestra sota teulada. En el flanc occidental són visibles antigues obertures i el cos rectangular d'una capella lateral. El seu interior conserva pintures murals.